# Damophon
Pour l’article homonyme, voir Damophon (roi de Pise).

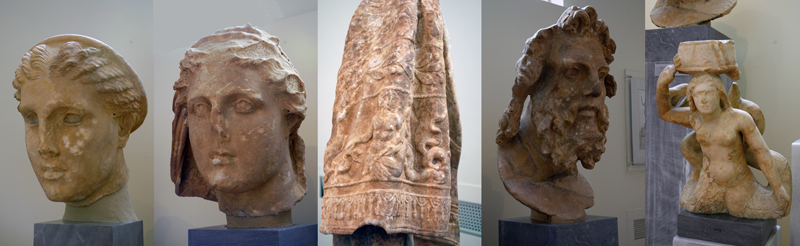
Fragments de statues exécutées par Damophon conservées au Musée national archéologique d'Athènes

Damophon (en Grec : Δαμοφῶν) est un sculpteur de la Grèce antique de l'époque hellénistique.

## Biographie
Originaire de Messène, il était célèbre pour avoir orné d'un Cybèle en marbre de Paros la place publique d'Ithôme ainsi que statues le temple d'Esculape.
Il fut aussi choisi pour restaurer la statue de Zeus de Phidias.
Des fragments de ses œuvres sont conservés au Musée national archéologique d'Athènes.